# Золоев, Татаркан Магометович
Татарка́н Магоме́тович Золо́ев (1905—1985) — советский геолог-нефтяник.

## Биография
Родился 7 (21 ноября) 1905 года в селе Чикола (ныне Ирафский район, Северная Осетия).
В 1934 году окончил МНИ.
Место работы: в 1929—1934 годах — старший геолог промысла Эхаби; в 1934—1942 годах — главный геолог треста «Сахалиннефть»; в 1942—1963 годах — главный геолог треста «Туймазанефть»; в 1963—1965 годах — главный геолог Управления Средне-Волжского совнархоза; с 1965 года — заведующий лабораторией ИГиРГИ.
Золоев Татаркан Магометович был первооткрывателем девонской нефти в БАССР, осваивал Туймазинское месторождение с законтурным заводнением для увеличения нефтедобычи.
Умер 15 июля 1985 года в Москве.

## Награды и звания
- Сталинская премия первой степени (1946) — за открытие месторождений девонской нефти в восточных районах СССР
- орден Ленина (1948)
- Сталинская премия первой степени (1951) — за технологию законтурного заводнения месторождений девонской нефти в восточных районах СССР
- орден Трудового Красного Знамени (1954)
- медали
- заслуженный деятель науки и техники РСФСР (1957)
- Почётный нефтяник СССР 1960 год